# La vergine del lago
La vergine del lago (Tóparti látomás) è un film del 1940 diretto da László Kalmár. Il titolo ungherese si può tradurre in italiano come la visione del lago.

## Trama
Uno scultore resta affascinato dalla visione di una giovinetta su un lago alla luce della luna che gli ispira una statua.

## Produzione
Il film fu prodotto dalla Mária Hausz Prod.

## Distribuzione
Uscì nelle sale cinematografiche ungheresi il 20 dicembre 1940. In Italia, dove fu distribuito dall'I.C.I. Industrie Cinematografiche Italiane con il titolo La vergine del lago, ebbe il visto di censura in data 21 luglio 1945.